# Parliamentum Indoctorum
El Parliamentum Indoctorum, Parlamento No Aprendiz, también conocido como el Parlamento Sin Ley, el Parlamento de las Duendes es el término usado para el parlamento de 1404 convocado por Enrique IV de Inglaterra en el Gran Salón de St. Mary's Priory, el monasterio  benedictino de Coventry, Warwickshire, llamado así porque el rey se negó a permitir que los abogados se presentaran como miembros, con No se devolverá ningún Sheriff, ni ningún aprendiz u otra persona de la ley debido a que el rey alegó que eran «problemáticos», aunque lo más probable es que simplemente porque estaban familiarizados con la ley.

Hubo mucho ruido y pocas nueces; pero para concluir, el digno Arzobispo Tho. Arundell, de pie y enérgicamente por el bien de la Iglesia, la preservó en ese momento de la tormenta inminente.

Durante el parlamento, la Cámara de los Comunes intentó interferir en la gestión de la casa del rey, sugiriendo formas de gastar menos y de detener la concesión de pensiones inútiles, con la idea de que las posesiones de la Corona pudieran soportar los gastos del rey sin agotar las arcas del gobierno.

Este parlamento es visto por muchos historiadores como la razón central por la que Ricardo le Scrope, el arzobispo de York, se desilusionó del rey, tras no comentar la toma del trono por Enrique y la ejecución de Guillermo le Scrope, primer conde de Wiltshire, un pariente suyo. Scrope se rebeló en la primavera de 1405, reuniendo 8000 hombres y tres caballeros tras una campaña de propaganda antes de ser capturado por Ralph Neville, I conde de Westmorland tras disolver su fuerza por los términos de una tregua. Hay algunas pruebas de que el arzobispo políticamente poco inteligente fue manipulado a lo largo de estos eventos por Henry Percy, primer Conde de Northumberland para legitimar su campaña de venganza contra Henry.